# Київська православна богословська академія
Київська православна богословська академія — провідний самоврядний заклад вищої духовної освіти Православної церкви України (раніше — УПЦ Київського Патріархату), який на підставі ліцензії та сертифіката про акредитацію Міністерства освіти і науки України здійснює підготовку фахівців за спеціальністю 041 Богослів'я за першим (бакалаврським) і другим (магістерським) рівнями вищої освіти, а також за третім (освітньо-науковим) та науковим рівнями в аспірантурі та докторантурі, які можуть бути священнослужителями, працівниками синодальних та єпархіальних управлінь, місій, регентами церковних хорів, викладачами середніх, професійно-технічних та вищих навчальних закладів, співробітниками наукових установ.

## Історія
Детальніші відомості з цієї теми ви можете знайти в статті Києво-Могилянська академія (1659—1817).
Початок академії поклала Київська братська школа, заснована у 1615 році Київським братством за зразком єзуїтських навчальних закладів. У 1632 р. митрополит Петро Могила об'єднав Братську школу зі школою Києво-Печерської лаври, створивши вищий навчальний заклад — Києво-Могилянську колегію.
У 1659 році колегія перетворена в академію, яка стала першим у православному світі університетом загальносвітового рівня. Саме її вихованці мали вирішальне значення в створенні та розвитку вищої освіти в Росії XVIII сторіччя.
У 1817 році Києво-Могилянську академію закрили, проте в її приміщеннях та на її основі була створена Київська духовна академія (цю назву заклад отримав в 1819).
КДА була формально закрита радянською владою у квітні 1919, а фактично припинила свою діяльність у грудні того ж року. Але вже в лютому 1920 Київський губвиконком реєструє Київське православне богословське товариство, на утриманні якого перебував приватний навчальний заклад, що офіційно називався Київською православною богословською академією (КПБА). Це було продовженням діяльності Академії під іншою назвою, адже там продовжували навчання ті самі студенти, а до роботи КПБА залучалися виключно колишні викладачі КДА. 1921 відбувся останній набір нових студентів. Однак історичні приміщення Академії були поступово реквізовані й починаючи з осені 1920 року КПБА перейшла до «викладання по квартирам», тобто кожен з викладачів проводив заняття у власному помешканні.
КПБА проіснувала лише до травня 1924. Ректором Академії був єпископ Василій (Богдашевський), однак після того, як владику було арештовано й вислано до Зирянського краю, в останній рік існування КПБА (з квітня 1923 по травень 1924) його обов'язки виконував протоієрей Олександр Глаголєв. З викладачами Академії як з «пережитками буржуазного минулого» досить швидко розправилася репресивна радянська машина. Мало кому з професорів Академії вдалося вижити в ці важкі роки.
18 лютого 1947 у стінах Свято-Михайлівського Золотоверхого монастиря на базі пастирсько-богословських курсів була відкрита Київська духовна семінарія, очолювана ректором протоієреєм Сергієм Афонським. У 1949 у зв'язку з закриттям Золотоверхого монастиря духовна школа була переведена до стилобату Андріївської церкви, де проіснувала до 1962, коли за наказом влади її було закрито, а вихованців переведено до Одеської семінарії, що залишилася єдиною духовною школою в Україні до 1989. Останнім ректором Семінарії був тоді архімандрит Філарет (Денисенко) (з 12 липня 1958). Із Михайлівського монастиря в Андріївський храм були перенесені також мощі святої Варвари, де щовівторка семінаристи молилися до великомучениці, співаючи їй акафіст. Ректор був настоятелем Андріївської церкви — парафіяльного та семінарського храму. Приміщення семінарії було невелике, в гуртожитку не вистачало місця для проживання студентів (80 семінаристів жило в стилобаті Андріївської церкви, а 80 — на квартирах).
Наступний період в історії Київської духовної семінарії та академії тісно пов'язаний із подіями святкування 1000-літнього ювілею хрещення Русі (1988) та поверненням Православній Церкві частини корпусів Києво-Печерської лаври. Велику роль у цих незворотних процесах відіграв Екзарх України митрополит Київський і Галицький Філарет (Денисенко). Першим ректором відродженого закладу став протоієрей Петро Влодек (1989—1991), інспектором — намісник Києво-Печерського монастиря архімандрит Єлевферій (Діденко). У перший рік (1989) навчання відбувалося у двох класах — першому, який після вступних екзаменів нараховував 44 особи, та другому, що утворився з частини студентів, переведених з Одеської семінарії.
У досить складний час ректором Київської семінарії, а згодом академії було призначено архімандрита Даниїла (Чокалюка) (1991—2000), який після Харківського собору (1992), обрання митрополита Володимира (Сабодана) та розділення УПЦ разом з викладачами і студентами навчального закладу залишився вірними своєму архіпастирю та наміченому на Помісному Соборі (1991) шляху до автокефалії. Так, кожна з двох Церков мала свою духовну семінарію та академію — одна продовжувала діяти в Лаврі, де виконувачем обов'язків ректора був призначений протоієрей Олександр Кубеліус; друга — семінарія УПЦ Київського Патріархату, що з промислу Божого продовжила у 1992 свою місію в стилобаті Андріївської церкви; її ректором залишався архімандрит Даниїл (Чокалюк).
З часом покровителем Київських шкіл стає улюблений учень Ісуса Христа святий апостол і євангелист Іоан Богослов. Згідно зі словами Патріарха Київського і всієї Руси-України Філарета, навчання в Андріївській церкві стало продовженням попереднього — лаврського. Було набрано три класи богословської школи, а наступного року (1993) відкрилася Київська духовна академія.
З 1999 р. навчальний процес проходить у відродженому Свято-Михайлівському Золотоверхому монастирі, який тісно пов'язаний з духовною школою. Це позначається і на житті чернечої громади. Вагомий внесок для відродження духовної школи зробили Патріарх Філарет, її перший ректор та перший намісник відродженого Золотоверхого монастиря, нині покійний митрополит Рівненський і Острозький Даниїл (Чокалюк) та викладацький колектив. У спадщину відродженій Київській академії переходить вся територія поруйнованого Свято-Михайлівського монастиря — майже всі будівлі, що вціліли (крім корпусів колишнього монастирського готелю), зокрема й Варваринський корпус, у якому донедавна знаходилася Академія педагогічних наук та багато інших установ. Київська духовна школа коштом Київської Патріархії під безпосереднім керівництвом Патріарха Філарета відроджувала Варваринські келії, які й стали навчальним корпусом Академії. Багато праці вклали і самі викладачі та студенти з вихованцями для відновлення і реконструкції будівлі. Чин освячення нового навчального корпусу відбувся 15 грудня 1999 р. після Божественної літургії в трапезному храмі св. апостола і євангелиста Іоана Богослова й хресного ходу до стін оновленої будівлі. Його очолив Патріарх Київський і всієї Руси-України Філарет у співслужінні архіпастирів. Після введення будинку в експлуатацію Київська духовна школа отримала солідну матеріальну і навчальну бази, просторі аудиторії, приміщення для бібліотеки тощо.
За короткий термін Київська православна богословська академія досягла значних успіхів у справі піднесення освітнього та науково-богословського рівня, чому сприяли зусилля її ректорів — митрополитів Даниїла (Чокалюка) (1991—2000), Димитрія (Рудюка) (2000—2010) та Епіфанія (Думенка) (2010—2018).
З 2003 р. було відновлено видання «Трудів КДА». 18 квітня 2003 р. було підписано договір про спільну наукову та освітню діяльність з Чернівецьким національним університетом імені Ю. Федьковича, завдяки чому було впорядковано навчальний і виховний процес на богословському відділенні КПБА при філософсько-теологічному факультеті університету. У 2006—2007 рр. разом з перейменуванням навчального закладу у Київську православну богословську академію ректором духовної школи та намісником Золотоверхого монастиря митрополитом Димитрієм (Рудюком) була розпочата реформа богословської освіти. Згідно з новим статутом після четвертого року навчання студенти повинні захистити бакалаврську роботу, а після п'ятого — магістерську. З 2005 р. при Академії почала діяти аспірантура. З 2012 — докторантура.
9 жовтня 2005 р. столичні духовні школи Православної Церкви в Україні відсвяткували 390-річчя (1615—2005) від свого заснування. Урочистості з цієї нагоди очолив Предстоятель УПЦ Київського Патріархату Святійший Патріарх Філарет. Після закінчення богослужіння на території Свято-Михайлівського монастиря Святійший Патріарх освятив поклінний хрест у пам'ять про ректорів, професорів, викладачів і студентів, які примножували славу і велич Київської академії. Хрест встановлено зі східного вівтарного боку Золотоверхого храму.
Протягом 2010—2018 років ректором Київської православної богословської академії відповідно до рішення Священного Синоду УПЦ Київського Патріархату (від 27 липня 2010 р.) був доктор богословських наук, професор (2012), митрополит Переяслав-Хмельницький і Білоцерківський Епіфаній (Думенко), Патріарший намісник, перший постійний член Священного Синоду УПЦ Київського Патріархату (за посадою), голова Синодального управління у справах духовної освіти (від 20 жовтня 2012 р.), намісник Свято-Михайлівського Видубицького чоловічого монастиря у місті Києві (від 20 березня 2008 р.) — нині предстоятель ПЦУ з титулом Митрополит Київський і всієї України. В основі всіх навчальних, наукових та просвітницьких напрацювань, здійснених Академією за ці роки, лежить раціональна ініціатива та повсякденна праця владики-ректора та професорсько-викладацького колективу. Продовживши реформу навчального закладу, високопреосвященнійший митрополит Епіфаній заклав тверді основи для визнання його наукових, навчальних та культурно-просвітницьких досягнень не тільки в Україні, але й у всьому світі.
Від початку відродження Київської академії духовна школа була одним з перших у Києві центрів церковного, культурного, богословсько-наукового життя столиці. В Академії постійно відбуваються наукові конференції, круглі столи, симпозіуми, лекції, диспути. Традиційною (з 2011) вже стала Міжнародна наукова конференція «Православ'я в Україні», участь у якій беруть понад 100 учасників, серед них понад 20 докторів наук та професорів, архіпастирі Української Православної Церкви Київського Патріархату, науковці з Білорусі, Канади, Польщі, Росії, Франції. З 2011—2012 навчального року було вирішено академічний науковий збірник «Труди Київської Духовної Академії» випускати двічі на рік — до актового дня КПБА (09 жовтня) та випуску (середина червня). У 2014 році побачив світ перший номер журналу КПБА під назвою «Спудей», де свої напрацювання та статті, присвячені актуальним питанням сьогодення, публікують передовсім студенти та аспіранти, які належать до Наукового студентського товариства ім. митрополита Даниїла (Чокалюка). Крім цього, академічна наукова спільнота постійно друкує свої дослідження в офіційних виданнях ПЦУ — журналі «Православний вісник» та газеті «Голос Православ'я», бере безпосередню участь у перекладі та підготовці до друку видань серії «Творіння святих отців та вчителів Церкви в перекладі сучасною українською мовою» (надруковано понад 50 томів).
Відбулося ліцензування навчального закладу відповідно до закону «Про вищу освіту» для входження у правову освітню систему України нарівні з іншими ВНЗ та проходження процедури акредитації освітньої програми й отримання можливості видавати дипломи державного зразка. КПБА першою звершила реформу своєї освітньої системи, впорядкувала навчальні програми та пройшла процедуру ліцензування.
Знаходячись у самому серці столиці України, в історичному «Верхньому місті», аспіранти та студенти, навчаючись, проживаючи у гуртожитку та харчуючись у їдальні за рахунок коштів Церкви, мають змогу познайомитись з усією красою та неперевершеністю культури давнього Києва. Велика частина студентської братії, як і в далекому минулому, виконує різні послухи у храмах столиці — іподияконів, хористів, читців, уставщиків, паламарів тощо. Найбільше з них співає в хорі КПБА та кліросному хорі Свято-Михайлівського Золотоверхого монастиря. У недільні й святкові дні у трапезному храмі св. апостола і євангелиста Іоана Богослова, а у визначені церковним календарем та сформованою традицією свята — у Володимирському та Михайлівському Золотоверхому соборах лунають молитовні співи хору КПБА, які відомі як в Україні, так і за її межами. Регентами хору в різний час були протоієреї Валерій Семанцо та Іван Михайлишин, Мстислав Юрченко, Олександр Бондаренко, протоієрей Петро Бойко. З липня 2019 року хором керують диякон Юрій Мигаль та Надія Купчинська. Під час богослужінь на випущених дисках «Піснеспіви всенічної» та «Гласи», а також на офіційному сайті Академії можна послухати молитовне й гармонійне звучання хору.
Не могли оминули Академії трагічні події Революції гідності, адже тут, на території Свято-Михайлівського Золотоверхого монастиря, знайшли свій притулок гнані, скалічені та вбиті на майдані люди. В академічному храмі св. апостола і євангелиста Іоана Богослова була облаштована операційна, де сміливі та самовіддані медичні працівники працювали день і ніч, починаючи з вечора 18 лютого 2014 р., рятуючи життя людей. У всіх організаційних питаннях — чергуваннях у храмі та всіх корпусах, регулюванні руху авто на території обителі, транспортуванні поранених та вбитих тощо — брали активну участь викладачі та студенти КПБА.
Фонд бібліотеки Академії, крім основної колекції, налічує понад 22 тисячі одиниць. Відбувається постійне поповнення книгозбірні. Бібліотека має відділ раритетних видань. Особливе місце займають колекції, подаровані науковцями, меценатами та звичайними парафіянами монастиря.

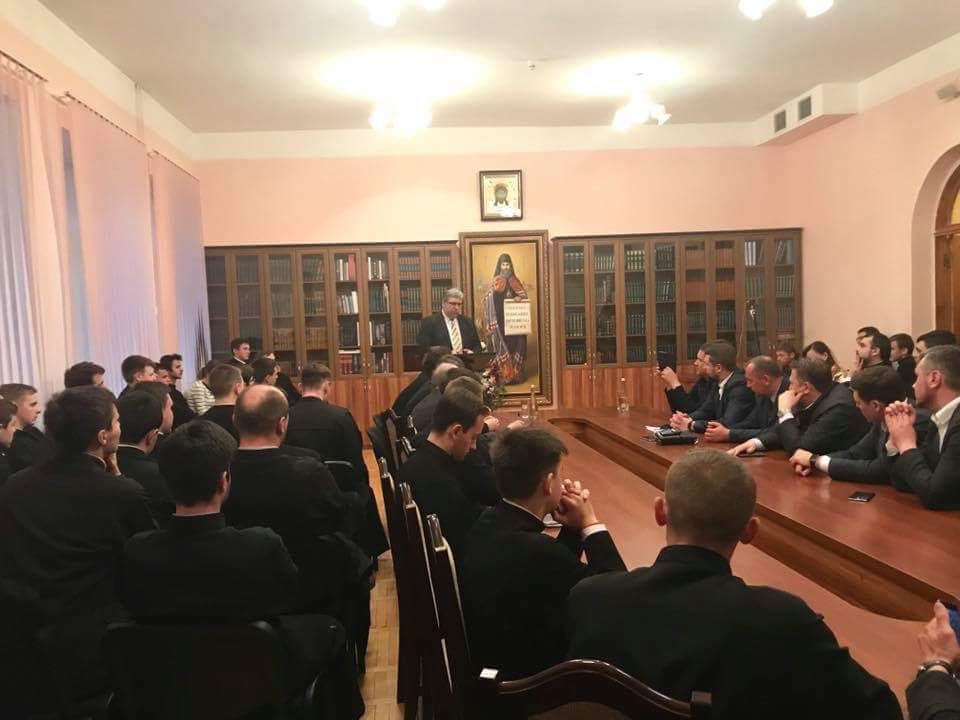
Лекторій заступника президента

Перша складова — православна віра та молитва — яка вимагалася при заснуванні школи її фундаторами, які й самі були глибоко віруючими людьми або ж безпосередньо ченцями й пастирями Православної Церкви, тому й закладення навчального закладу відбулося в діючому чернечому осередку — Братському монастирі. Друга складова дуже відрізняє КПБА від КДАіС, яка змушена виконувати всі розпорядження з Москви, а це не сприяє ні розвитку української богословської думки, ні правдивої церковної історії, а в цілому — єдності Українського Православ'я й усього суспільства; виявляється це навіть у певному страху з їхнього боку проводити спільно на офіційному рівні будь-які богословські чи церковно-історичні наукові заходи.
Київська православна богословська академія виховала справжніх православних богословів, достойних архіпастирів та пастирів для Православної Церкви України, патріотів своєї землі. Разом з тим вона стала науковою богословською установою, куди направляють свої напрацювання різні наукові інституції не тільки України. Після свого відродження КПБА, наслідуючи добрий приклад своїх попередників, продовжує приносити добрий плід на користь благочестивого українського народу та для утвердження Православної Церкви України, яка має свій центр не у Римі чи Москві, а в новому Єрусалимі — Золотоверхому Києві.

## Структура

### Богословський факультет
Богословський факультет (декан — к. н. із богосл., доц. прот. Ярослав Романчук) як структурний підрозділ Київської православної богословської академії відповідно до вимог чинного законодавства України у сфері вищої освіти було утворено рішенням вченої ради Київської православної богословської академії 29 серпня 2014 року (протокол № 3).
Факультет об'єднує кафедри:
1. Богослів'я (завідувач — к. н. із богосл., проф. прот. Олег Маланяк);
2. Священного Писання (завідувач — к. н. із богосл., доц. прот. Леонтій Никитенко);
3. Церковно-практичних дисциплін (завідувач — к. н. із богосл., проф. Чокалюк С. М.).

Навчальну, методичну, наукову, організаційну та виховну роботу на факультеті здійснює досвідчений професорсько-викладацький колектив, з-поміж яких науковий ступінь доктора наук мають — 10 осіб, вчене звання професора — 14, науковий ступінь кандидата наук — 25, вчене звання доцента — 14.
Навчання відбувається на очній (денній) та заочній формі за спеціальністю 041 — Богослів'я за першим (бакалаврським) і другим (магістерським) рівнями вищої освіти, а також за третім (освітньо-науковим) та науковим рівнями в аспірантурі та докторантурі.
При факультеті функціонує регентське відділення (завідувач — Матвієнко В. В.), яке здійснює підготовку регентів церковного хору.

## Навчальний процес
КПБА є закладом закритого типу зі своїм внутрішнім статутом. Навчальний корпус та гуртожиток розташовані на території Свято-Михайлівського Золотоверхого монастиря міста Києва. При нагальній потребі студентам благословляється проживання поза межами академії. Дисциплінарні порушення також беруться до уваги та караються доганами. Студент, який отримує догану, отримує зниження балу за поведінку. Тих студентів, які мають низький бал за поведінку, відраховують з академії. За дисципліною стежить інспектор, який зазвичай перевіряє присутність студентів під час лекційних занять, на богослужбовій практиці, молитвах вечірніх та ранкових.

### Розпорядок дня
О 7:00 підйом. 8:00 — ранкова молитва. Приблизно о 8:20 сніданок. З 9:00 до 14:20 лекційні заняття. О 14:30 обід. О 16:45 початок богослужіння для студентів, які мають богослужбову групу в Академічному храмі Івана Богослова чи несуть послух у храмах Києва чи Золотоверхого монастиря. Студенти також зобов'язані відвідувати свою чергу богослужбової практики і зранку в академічному храмі. О 21:00 вечірня молитва. О 22:00 відхід до сну.

### Бакалаврат
Спеціальність: 041 Богослів'я.

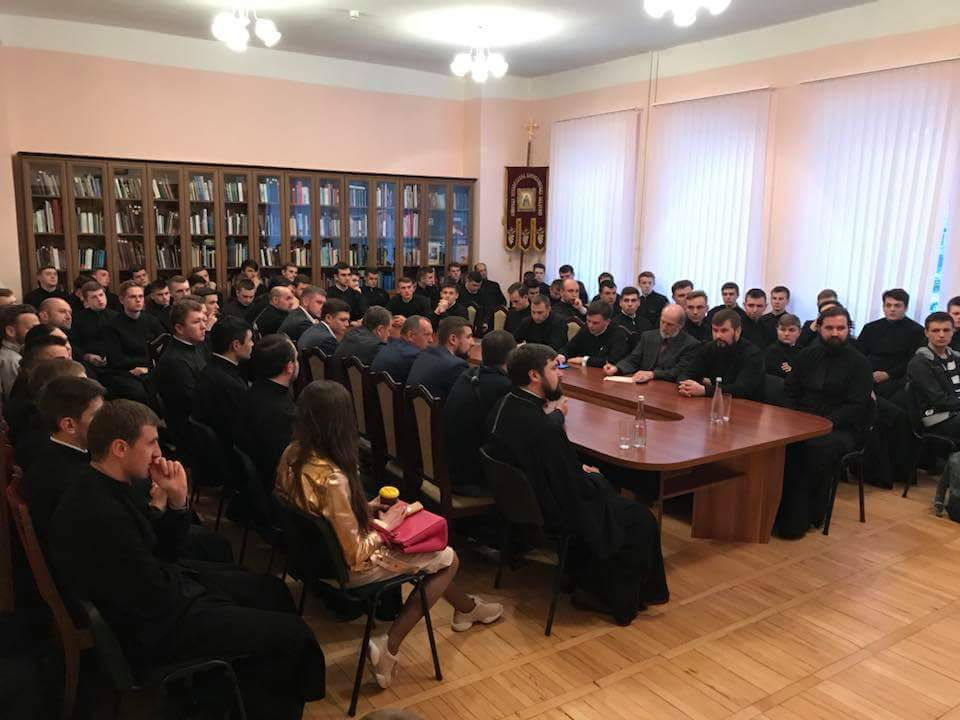
Лекторій про автокефалію Православної Церкви в Україні

Кваліфікація: бакалавр богослів'я, вчитель закладу загальної середньої освіти.
Форми навчання: очна (денна), заочна.
Термін навчання: 3 роки 10 місяців.
Вартість навчання: безкоштовно.
На навчання приймаються особи православного віросповідання з повною загальною середньою освітою за результатами зовнішнього незалежного оцінювання знань і вмінь вступників (ЗНО), творчого заліку у формі внутрішнього вступного екзамену з біблійної історії, катехізису, церковних уставу, співу та читання, а також з урахуванням середнього балу документа про повну загальну середню освіту та балів за особливі успіхи. 
Вступники з вищою освітою за іншими спеціальностями замість подання сертифікатів ЗНО складають вступне випробування з української мови й історії України.
З переліком документів у приймальну комісію та програмами вступних випробувань можна ознайомитись на офіційному сайті Київської православної богословської академії www.kpba.edu.ua [Архівовано 27 Жовтня 2017 у Wayback Machine.]
Рекомендований підручник для підготовки до внутрішнього вступного випробування: Закон Божий для сім'ї і школи протоієрея Серафима Слобідського. — К., 2003.

### Магістратура
Спеціальність: 041 Богослів'я.
Кваліфікація: магістр богослів'я, викладач закладу вищої освіти.

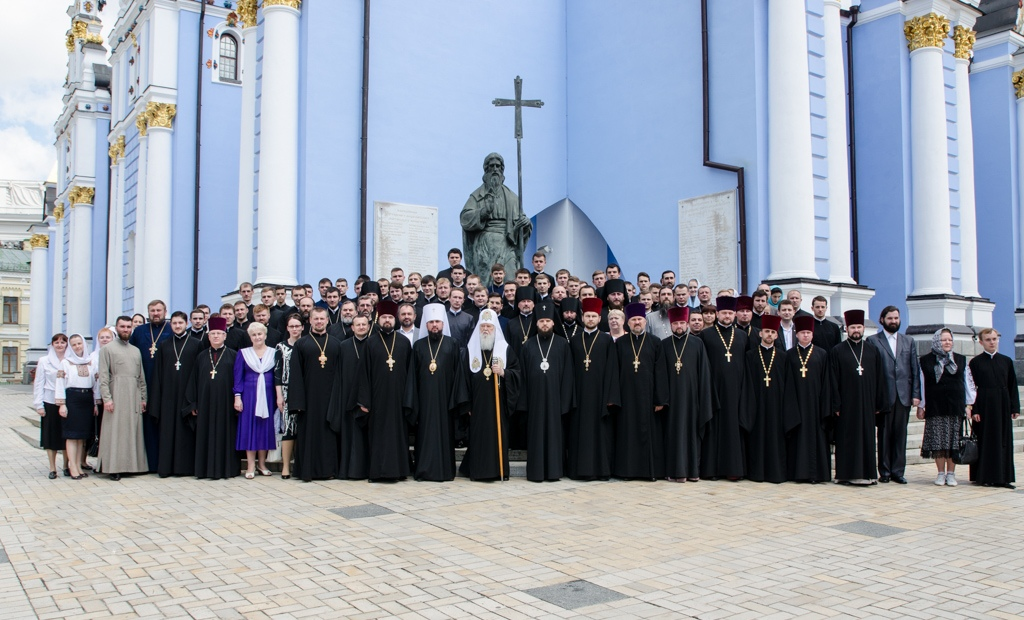
Випускники КПБА 2016 року та викладачі

Форми навчання: очна (денна), заочна. 
Термін навчання: 1 рік 10 місяців.
Вартість навчання: безкоштовно.
На навчання приймаються особи православного віросповідання з вищою освітою ступеня бакалавра за спеціальністю «Богослів'я» на підставі результатів єдиного вступного випробування з іноземної мови та комплексного іспиту з догматичного богослів'я, Священного Писання Старого та Нового Завітів, загальноцерковної історії та історії Української Православної Церкви, а також з урахуванням середнього балу документа про базову вищу освіту та балів за особливі успіхи.
З переліком документів у приймальну комісію та програмами вступних випробувань можна ознайомитись на офіційному сайті Київської православної богословської академії www.kpba.edu.ua [Архівовано 27 Жовтня 2017 у Wayback Machine.]

### Аспірантура
Спеціальність: 041 Богослів'я.
Форма навчання: очна (денна), заочна.
Термін навчання: 4 роки.
Вартість навчання: безкоштовно.
На навчання приймаються особи православного віросповідання з вищою освітою ступеня магістра за спеціальністю «Богослів'я» за результатами вступних випробувань з іноземної мови та комплексного іспиту з богослів'я, біблістики та історії Церкви, а також з урахуванням середнього балу документа про базову вищу освіту та балів за особливі успіхи.
З переліком документів у приймальну комісію та програмами вступних випробувань можна ознайомитись на офіційному сайті Київської православної богословської академії www.kpba.edu.ua [Архівовано 27 Жовтня 2017 у Wayback Machine.]

### Докторантура
Спеціальність: 041 Богослів'я.
Форма навчання: денна.
Термін навчання: 2 роки.
Вартість навчання: безкоштовно.

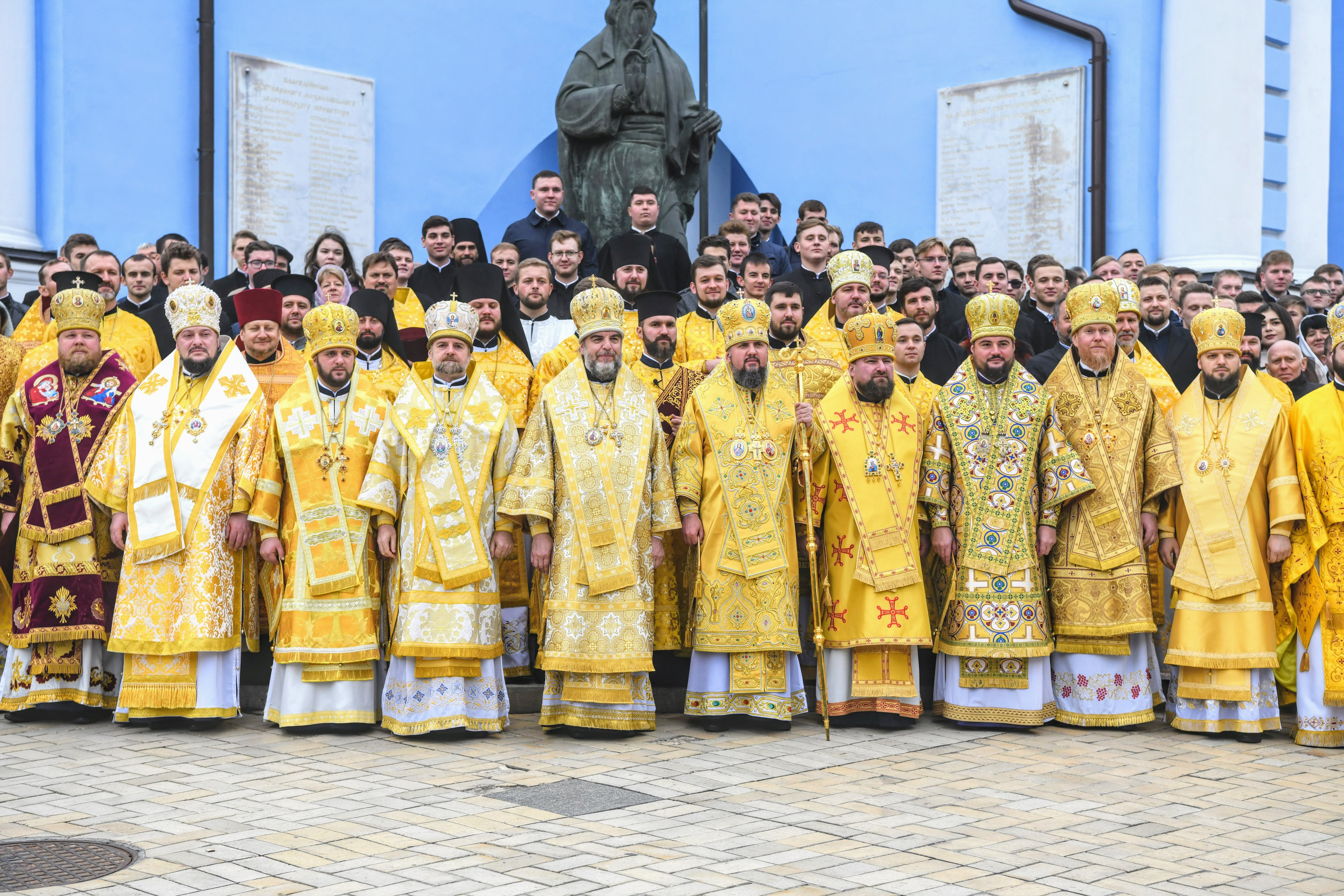
Митрополит Епіфаній із духовенством ПЦУ та студентами КПБА у Києві, 9 жовтня 2019 року. У першому ряду — архієреї, зліва направо: Фотій (Давиденко), Герман (Семанчук), Іларіон (Процик), Іоан (Яременко), Симеон (Шостацький), Епіфаній (Думенко), Димитрій (Рудюк), Олександр (Драбинко), Євстратій (Зоря), Агапіт (Гуменюк). За Євстратієм — майбутній єпископ Никодим (Кулигін), на той час — протоієрей Віктор.

До докторантури приймаються викладачі вищих духовних навчальних закладів з вищою освітою ступеня магістра за спеціальністю «Богослів'я», науковим ступенем кандидата наук з богослів'я (доктора філософії в галузі богослів'я), які мають наукові здобутки, опубліковані праці з обраної наукової спеціальності та спроможні на високому науковому рівні проводити фундаментальні і прикладні наукові дослідження в галузі богослів'я, а також мають рекомендацію вченої ради вищого духовного навчального закладу та благословення Предстоятеля Церкви.

### Регентське відділення
Форма навчання: вечірня.
Термін навчання: 3 роки.
Вартість навчання: безкоштовно.
На навчання приймаються особи православного віросповідання, які мають спеціальну музичну освіту, за результатами вступних випробувань з основ Біблійної історії, катехізису, церковних уставу та читання.
З переліком документів у приймальну комісію та програмами вступних випробувань можна ознайомитись на офіційному сайті Київської православної богословської академії www.kpba.edu.ua [Архівовано 27 Жовтня 2017 у Wayback Machine.]

## Керівництво
Ректор — доктор наук із богослів'я, професор протоієрей Олександр Трофимлюк.
Декан богословського факультету — кандидат наук із богослів'я, доцент протоієрей Ярослав Романчук.
Проректор із наукової роботи — доктор наук з богослів'я, професор протоієрей Віталій Клос.
Проректор із адміністративно-господарської роботи — протоієрей Петро Ландвитович.
Учений секретар  — кандидат наук із богослів'я, доцент протоієрей Сергій Колот.

## Спеціалізована вчена рада
При Академії функціонує спеціалізована вчена рада (наказ МОН України за № 1328 від 21.12.2015 р.) з правом прийняття до розгляду та проведення захистів дисертацій на здобуття наукового ступеня кандидата наук (доктора філософії) з богослів'я.

## Наукові фахові видання
Наукові здобутки професорів, доцентів, викладачів, докторантів, аспірантів та найкращих студентів академії систематично публікуються у таких фахових наукових виданнях Академії:
1. заснованому 1859 року та відновленому 2003 року науковому збірникові «Труди Київської духовної академії»,
2. загальноцерковному журналі «Православний вісник»,
3. електронному виданні «Богословський вісник Київської православної богословської академії»[8].

## Наукове студентське товариство
При Академії діє Наукове студентське товариство імені митрополита Даниїла (Чокалюка). Воно носить ім'я першого, після відновлення, ректора Київської Духовної Академії і Семінарії. Завдання товариства полягає в науковій, науково-пізнавальній, богословській та творчій діяльності аспірантів та студентів КПБА.
Товариство випускає академічний вісник «Спудей».